# Exostema sanctae-luciae
Exostema sanctae-luciae là một loài thực vật có hoa trong họ Thiến thảo. Loài này được (Kentish) Britten mô tả khoa học đầu tiên năm 1915.